# ピョートル・ヤン
ピョートル・ヤン（ロシア語: Пётр Ян, ラテン文字転写: Petr Yan, 1993年2月11日 - ）は、ロシアの男性総合格闘家。クラスノヤルスク地方ドゥディンカ出身。タイガームエタイ/アークエンジェル・ミカエル・ファイトクラブ所属。元UFC世界バンタム級王者。UFC世界バンタム級ランキング3位。元ACBバンタム級王者。

## 来歴
中国系ロシア人の父親とロシア人の母親との間に生まれ、小学6年生時にテコンドーを始める。幼少期はしばしば学校やストリートで喧嘩をする問題児であった。13歳の時に兄の影響でボクシングを始め、8年間トレーニングを積んだ後、ボクシングの64kg級でスポーツマスターの称号を授与された。シベリア連邦大学に通いながら、20歳の時に総合格闘技のトレーニングを始め、2014年にプロ総合格闘技デビュー。

### ACB
2015年2月28日、ACBバンタム級グランプリ準々決勝でヘナト・ベラメと対戦し、3-0の判定勝ち。5月30日、準決勝でハロン・オルズミエフと対戦し、1Rにギロチンチョークで一本勝ち。10月24日、決勝でムラド・カラモフと対戦し、3-0の判定勝ちを収め、グランプリ優勝を果たした。
2016年3月26日、ACB 32のACBバンタム級王座決定戦でマゴメド・マゴメドフと対戦し、1-2の5R判定負け。王座獲得に失敗し、キャリア初黒星を喫した。
2017年4月15日、ACB 57のACBバンタム級タイトルマッチで王者のマゴメド・マゴメドフと再戦し、3-0の5R判定勝ち。王座獲得に成功し、リベンジを果たした。
2017年9月30日、ACB 71のACBバンタム級タイトルマッチで挑戦者のマテウス・マットスと対戦。3Rに左フックでダウンを奪い、パウンドでKO勝ち。王座の初防衛に成功した。

### UFC
2018年6月23日、UFC初参戦となったUFC Fight Night: Cowboy vs. Edwardsで石原夜叉坊と対戦し、1Rに右ストレートでダウンを奪い、パウンドでTKO勝ち。
2018年9月15日、UFC Fight Night: Hunt vs. Oliynykでソン・ジンスと対戦し、3-0の判定勝ち。ファイト・オブ・ザ・ナイトを受賞した。
2018年12月29日、UFC 232でバンタム級ランキング14位のダグラス・シウバ・ジ・アンドラージと対戦し、2R終了時にコーナーストップによりTKO勝ち。
2019年2月23日、UFC Fight Night: Błachowicz vs. Santosでバンタム級ランキング9位のジョン・ドッドソンと対戦し、3-0の判定勝ち。
2019年6月8日、UFC 238でバンタム級ランキング7位のジミー・リベラと対戦し、3-0の判定勝ち。
2019年12月14日、UFC 245でバンタム級ランキング12位の元WEC世界フェザー級王者ユライア・フェイバーと対戦し、左ハイキックで3RKO勝ち。パフォーマンス・オブ・ザ・ナイトを受賞した。

#### UFC世界王座獲得
2020年7月11日、UFC 251のUFC世界バンタム級王座決定戦でバンタム級ランキング6位の元UFC世界フェザー級王者ジョゼ・アルドと対戦し、パウンドで5RTKO勝ち。王座獲得に成功し、UFC世界ライト級王者ハビブ・ヌルマゴメドフに次いでロシア人史上2人目のUFC王者となった。

#### 世界王座陥落
2021年3月6日、UFC 259のUFC世界バンタム級タイトルマッチでバンタム級ランキング1位の挑戦者アルジャメイン・スターリングと対戦。優勢に試合を進める中、4Rにヤンが膝をついた状態のスターリングの頭部に膝蹴りを放ち、スターリングがダメージから回復できず故意に放った反則と判断されたため、ヤンの失格負けとなり王座から陥落した。

#### UFC世界王座再獲得
2021年10月30日、UFC 267のUFC世界バンタム級暫定王座決定戦でバンタム級ランキング3位のコーリー・サンドヘイゲンと対戦し、3-0の5R判定勝ち。王座獲得に成功し、ファイト・オブ・ザ・ナイトを受賞した。

#### 世界王座陥落
2022年4月9日、UFC 273のUFC世界バンタム級王座統一戦で正規王者アルジャメイン・スターリングと再戦し、1-2の5R判定負け。王座統一に失敗し、暫定王座から陥落した。
2022年10月22日、UFC 280でバンタム級ランキング11位のショーン・オマリーと対戦。一進一退の打撃戦を繰り広げ、再三にわたりテイクダウンを奪うなど善戦するも、1-2の判定負け。ファイト・オブ・ザ・ナイトを受賞した。なお、海外のMMAメディアサイトの採点では26人中25人の記者がヤンの勝利を支持した。
2023年3月11日、UFC Fight Night: Yan vs. Dvalishviliでバンタム級ランキング3位のメラブ・ドバリシビリと対戦し、0-3の5R判定負け。3連敗となった。
2024年3月9日、UFC 299でバンタム級ランキング7位のソン・ヤドンと対戦し、3-0の判定勝ち。試合後、ヤンは左膝の半月板の断裂と前十字靭帯を損傷していたことを明かした。
2024年11月23日、UFC Fight Night: Yan vs. Figueiredoでバンタム級ランキング5位の元UFC世界フライ級王者デイブソン・フィゲイレードと対戦し、3-0の5R判定勝ち。

## 人物・エピソード
- 尊敬する人物としてモハメド・アリ、マイク・タイソン、コンスタンチン・チューを挙げている[2]。
- 既婚者であり、2人の息子がいる[22]。

## 戦績
| 総合格闘技 戦績 | 総合格闘技 戦績 | 総合格闘技 戦績 | 総合格闘技 戦績 | 総合格闘技 戦績 | 総合格闘技 戦績 | 総合格闘技 戦績 |
| --------------- | --------------- | --------------- | --------------- | --------------- | --------------- | --------------- |
| 24 試合         | (T)KO           | 一本            | 判定            | その他          | 引き分け        | 無効試合        |
| 19 勝           | 7               | 1               | 11              | 0               | 0               | 0               |
| 5 敗            | 0               | 0               | 4               | 1               | 0               | 0               |

| 勝敗 | 対戦相手                           | 試合結果                             | 大会名                                                                     | 開催年月日     |
| ○    | マーカス・マギー                   | 5分3R終了 判定3-0                    | UFC on ABC 9: Whittaker vs. de Ridder                                      | 2025年7月26日  |
| ○    | デイブソン・フィゲイレード         | 5分5R終了 判定3-0                    | UFC Fight Night: Yan vs. Figueiredo                                        | 2024年11月23日 |
| ○    | ソン・ヤドン                       | 5分3R終了 判定3-0                    | UFC 299: O'Malley vs. Vera 2                                               | 2024年3月9日   |
| ×    | メラブ・ドバリシビリ               | 5分5R終了 判定0-3                    | UFC Fight Night: Yan vs. Dvalishvili                                       | 2023年3月11日  |
| ×    | ショーン・オマリー                 | 5分3R終了 判定1-2                    | UFC 280: Oliveira vs. Makhachev                                            | 2022年10月22日 |
| ×    | アルジャメイン・スターリング       | 5分5R終了 判定1-2                    | UFC 273: Volkanovski vs. The Korean Zombie 【UFC世界バンタム級王座統一戦】 | 2022年4月9日   |
| ○    | コーリー・サンドヘイゲン           | 5分5R終了 判定3-0                    | UFC 267: Błachowicz vs. Teixeira 【UFC世界バンタム級暫定王座決定戦】       | 2021年10月30日 |
| ×    | アルジャメイン・スターリング       | 4R 4:29 失格（反則の膝蹴り）         | UFC 259: Błachowicz vs. Adesanya 【UFC世界バンタム級タイトルマッチ】       | 2021年3月6日   |
| ○    | ジョゼ・アルド                     | 5R 3:24 TKO（パウンド）              | UFC 251: Usman vs. Masvidal 【UFC世界バンタム級王座決定戦】                | 2020年7月11日  |
| ○    | ユライア・フェイバー               | 3R 0:43 KO（左ハイキック）           | UFC 245: Usman vs. Covington                                               | 2019年12月14日 |
| ○    | ジミー・リベラ                     | 5分3R終了 判定3-0                    | UFC 238: Cejudo vs. Moraes                                                 | 2019年6月8日   |
| ○    | ジョン・ドッドソン                 | 5分3R終了 判定3-0                    | UFC Fight Night: Błachowicz vs. Santos                                     | 2019年2月23日  |
| ○    | ダグラス・シウバ・ジ・アンドラージ | 2R 5:00 TKO（コーナーストップ）      | UFC 232: Jones vs. Gustafsson 2                                            | 2018年12月29日 |
| ○    | ソン・ジンス                       | 5分3R終了 判定3-0                    | UFC Fight Night: Hunt vs. Oliynyk                                          | 2018年9月15日  |
| ○    | 石原夜叉坊                         | 1R 3:28 TKO（右ストレート→パウンド） | UFC Fight Night: Cowboy vs. Edwards                                        | 2018年6月23日  |
| ○    | マテウス・マットス                 | 3R 2:27 KO（左フック→パウンド）      | ACB 71: Moscow 【ACBバンタム級タイトルマッチ】                             | 2017年9月30日  |
| ○    | マゴメド・マゴメドフ               | 5分5R終了 判定3-0                    | ACB 57: Payback 【ACBバンタム級タイトルマッチ】                            | 2017年4月15日  |
| ○    | エド・アーサー                     | 5分3R終了 判定3-0                    | ACB 41: The Path of Triumph                                                | 2016年7月15日  |
| ×    | マゴメド・マゴメドフ               | 5分5R終了 判定1-2                    | ACB 32: The Battle of Lions 【ACBバンタム級初代王座決定戦】                | 2016年3月26日  |
| ○    | ムラド・カラモフ                   | 5分3R終了 判定3-0                    | ACB 24: Grand Prix 2015 Finals Stage 2 【バンタム級グランプリ決勝】        | 2015年10月24日 |
| ○    | アルツール・ミルザハニャン         | 1R 2:40 TKO（パンチ連打）            | Professional Combat Sambo: Russia Cup                                      | 2015年7月5日   |
| ○    | ハロン・オルズミエフ               | 1R 0:47 ギロチンチョーク             | ACB 19: Baltic Challenge 【バンタム級グランプリ準決勝】                    | 2015年5月30日  |
| ○    | ヘナト・ベラメ                     | 5分3R終了 判定3-0                    | ACB 14: Grand Prix Berkut 2015 Stage 1 【バンタム級グランプリ準々決勝】    | 2015年2月28日  |
| ○    | ムラド・バキエフ                   | 3R 0:45 KO（パンチ）                 | Eurasian Fighting Championship: Baikal Fight                               | 2014年12月20日 |

## 獲得タイトル
- ACBバンタム級グランプリ 優勝（2015年）
- 第2代ACBバンタム級王座（2017年）
- 第8代UFC世界バンタム級王座（2020年）
- UFC世界バンタム級暫定王座（2021年）

## 表彰
- ボクシング スポーツマスター
- 総合格闘技 スポーツマスター
- ブラジリアン柔術 青帯
- UFC ファイト・オブ・ザ・ナイト（3回）
- UFC パフォーマンス・オブ・ザ・ナイト（1回）